# Wiesbaden-Rambach
Rambach ist ein Ortsbezirk der hessischen Landeshauptstadt Wiesbaden.
Der Ort erstreckt sich in einem engen Tal, welches zu den Ausläufern des Taunus zählt und durch das sich der für den Ort namensgebende Rambach schlängelt. Die Bebauung schließt direkt an die des benachbarten Stadtteils Sonnenberg an.

## Angrenzende Stadtteile und Nachbargemeinden
Benachbarte Stadtteile sind Sonnenberg,  Bierstadt, Heßloch und Naurod. An der nördlichen Grenze zu Niedernhausen (Rheingau-Taunus-Kreis) liegt das Naturschutz- und FFH-Gebiet Theißtal von Niedernhausen.

## Geschichte
Der Ort entstand vermutlich Mitte des 12. Jahrhunderts, die erste urkundliche Erwähnung datiert aus dem Jahre 1264 in einem Güterbuch des Klosters Altmünster zu Mainz. 1441 kam Rambach zu Nassau, 1546 gab es einen Brand, bei dem die Kapelle und der Ortsteil Oberrambach zerstört wurden.
1845 wurden im Wald bei Rambach Reste eines römischen Gehöftes gefunden. Im Jahre 1892 wurde die neue, heute noch bestehende protestantische Kirche eröffnet. Architekt: Ludwig Hofmann. 1928 erfolgte die Eingemeindung nach Wiesbaden.
Im Jahr 1866 gelangte Rambach zu Preußen. Infolge lang anhaltender Regenfälle wurden einige Häuser des Ortes zerstört, die hölzerne Kirche musste schließlich abgerissen werden. 1891/1892 errichteten die evangelischen Christen ein steinernes Gotteshaus.
Zum Ende des Zweiten Weltkriegs bombardierten alliierte Luftstreitkräfte den Ort, 30 Einwohner fielen den Angriffen zum Opfer und zahlreiche Wohnhäuser wurden stark beschädigt.
In den frühen 1960er Jahren bauten sich die Katholiken des Ortes eine eigene Kirche und widmeten sie dem Evangelisten Johannes (siehe Bild).
Am 11. Juli 2014 wurde der Ort wiederum Opfer eines schweren Unwetters. An manchen Stellen stand das Wasser bis zu einem Meter hoch. Die zu dieser Zeit laufende 750-Jahr-Feier fiel buchstäblich ins Wasser.

## Bauwerke

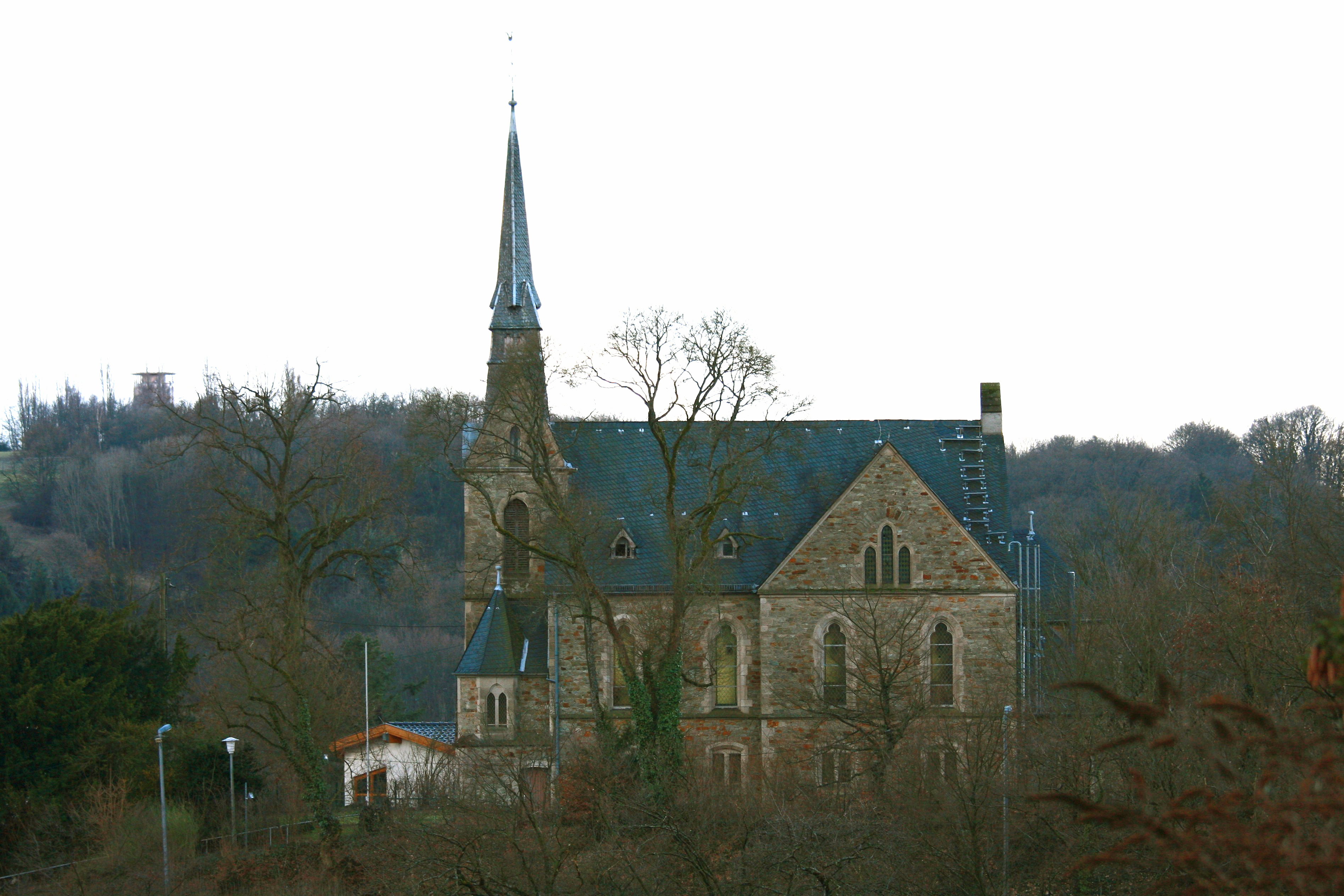
Evangelische Kirche, erbaut 1891–1892 von Architekt Ludwig Hofmann, links im Hintergrund die Anhöhe „Bingert“

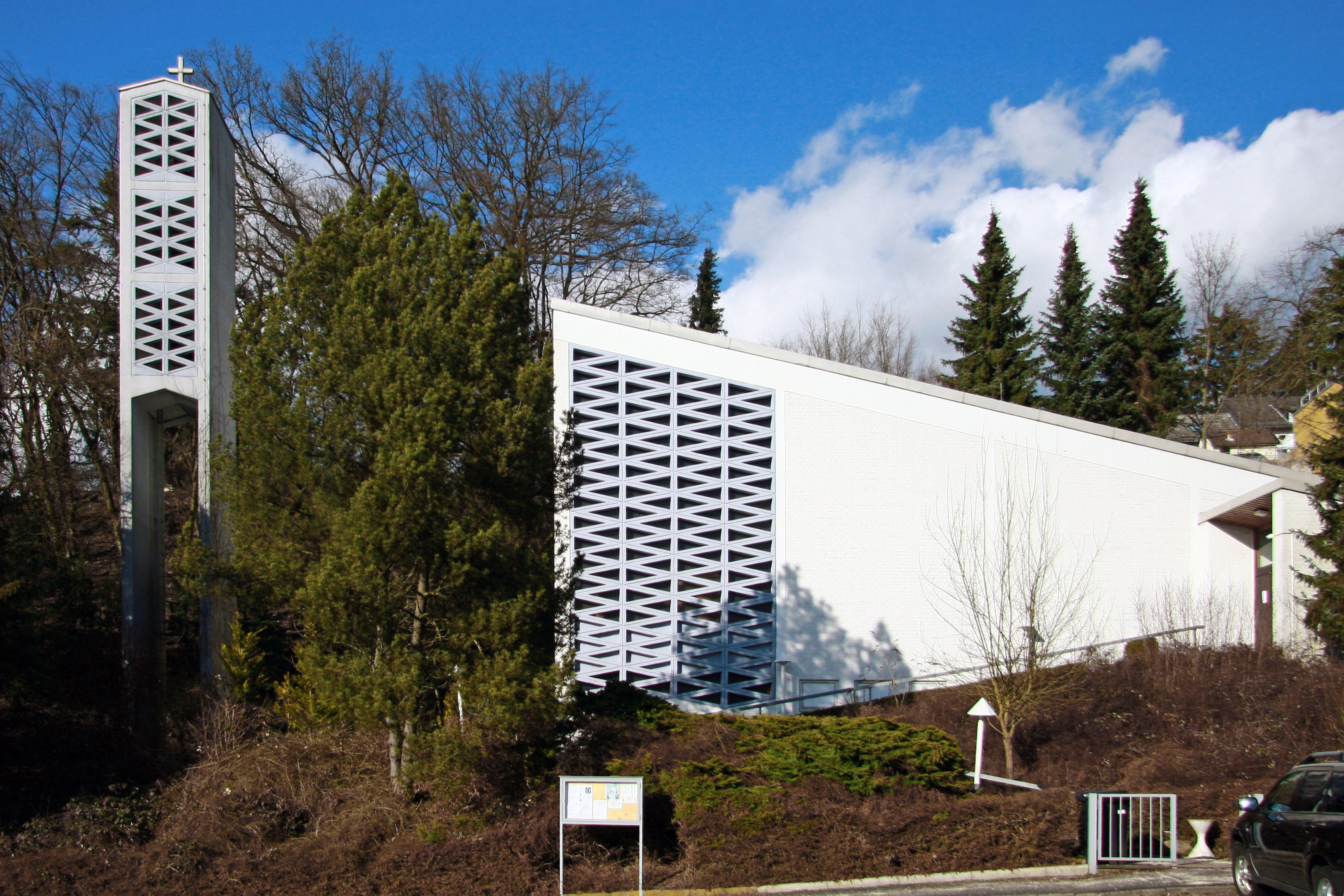
Kirche St. Johannes, 1963 eingeweiht

Neben den hier abgebildeten Kirchengebäuden (evangelisch) und (römisch-katholisch) verfügt der Stadtteil über das frühere Rathaus, das weiterhin von der Verwaltung genutzt wird. Es ging aus einem restaurierten Fachwerkbau hervor.

## Kunstwerke

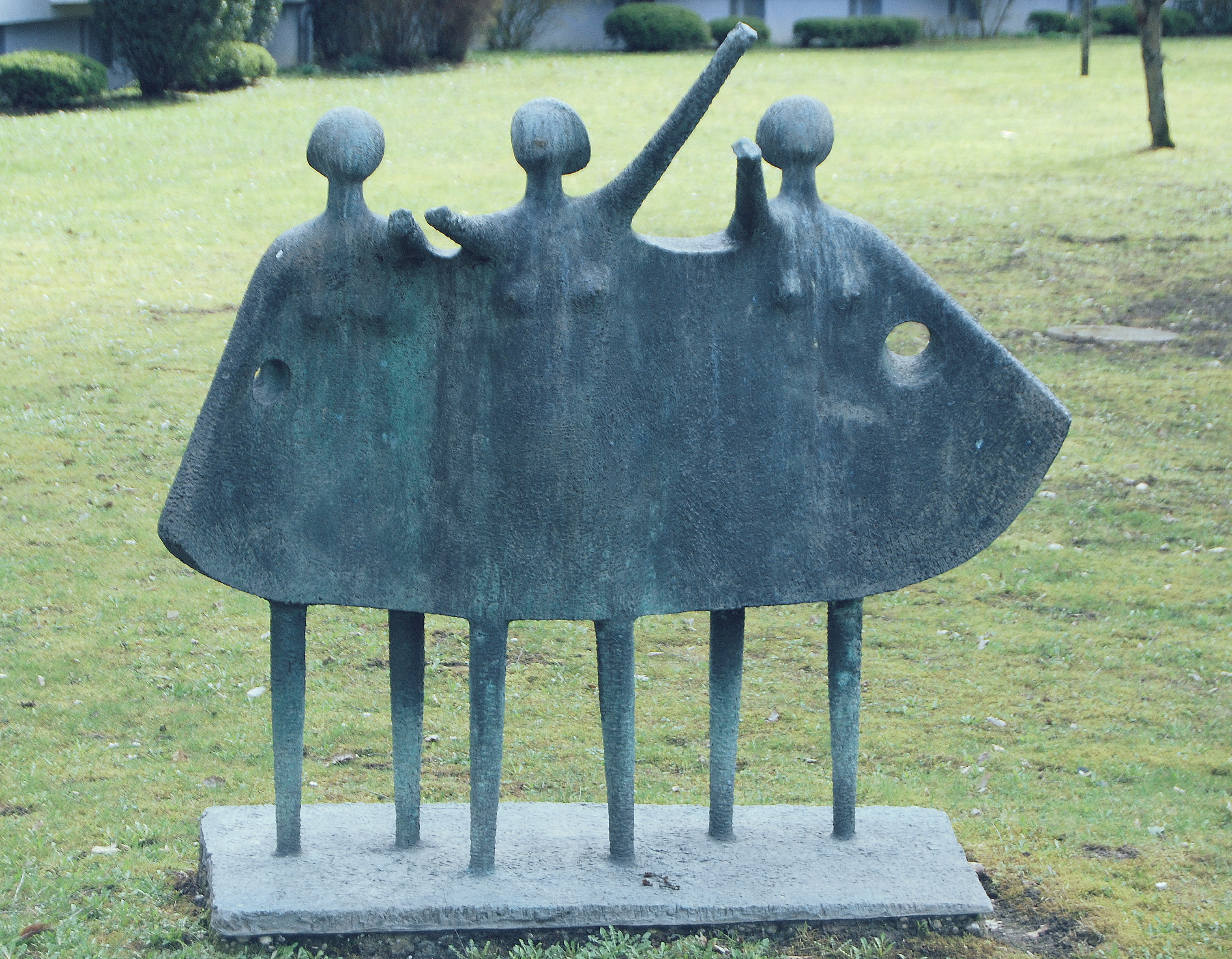
Ute Steffens: Trio, Bronze, 1974

Im Jahr 1974 wurde eine von Ute Steffens geschaffene Bronze-Skulptur mit dem Titel Trio am Eingang der Ostpreußenstraße (Hausnummern 1–3)  aufgestellt, die von der Gemeinnützigen Wohnbaugesellschaft der Stadt Wiesbaden in Auftrag gegeben worden war.

## Politik (Wahlergebnisse zum Ortsbeirat)
| Ortsbeiratswahl Rambach 2021Wahlbeteiligung: 54,4 % 403020100 35,3 %30,4 %25,3 %9,0 % GrüneSPDCDUFDPGewinne und Verlusteim Vergleich zu 2016 %p 14 12 10 8 6 4 2 0 −2 −4 −6 −8+13,7 %p−7,3 %p−5,7 %p−0,7 %pGrüneSPDCDUFDP | Sitzverteilung im Ortsbeirat Rambach 2021Insgesamt 7 Sitze - SPD: 2 - Grüne: 2 - CDU: 2 - FDP: 1 |

Seit 1972 wird im Rahmen der Kommunalwahlen in Hessen auch der Ortsbeirat des Ortsbezirkes Rambach gewählt. Die einzelnen Wahlergebnisse mit der sich daraus jeweils ergebenden Sitzverteilung sind nachfolgend zusammengestellt.
| Wahl- jahr | Anteile der Wählerstimmen in % | Anteile der Wählerstimmen in % | Anteile der Wählerstimmen in % | Anteile der Wählerstimmen in % | Anteile der Wählerstimmen in % | Wahlbeteiligung in % |
| Wahl- jahr | CDU                            | SPD                            | GRÜNE                          | FDP                            | REP                            | Wahlbeteiligung in % |
| ---------- | ------------------------------ | ------------------------------ | ------------------------------ | ------------------------------ | ------------------------------ | -------------------- |
| 2021       | 25,3                           | 30,4                           | 35,3                           | 9,0                            | –                              | 54,4                 |
| 2016       | 31,0                           | 37,7                           | 21,6                           | 9,7                            | –                              | 55,8                 |
| 2011       | 38,7                           | 42,9                           | 14,3                           | 4,1                            | –                              | 50,0                 |
| 2006       | 45,1                           | 34,0                           | 15,2                           | 5,7                            | –                              | 47,8                 |
| 2001       | 45,2                           | 45,8                           | –                              | 4,9                            | 4,1                            | 55,3                 |
| 1997       | 41,2                           | 52,4                           | –                              | 6,4                            | –                              | 66,9                 |
| 1993       | 36,2                           | 50,5                           | –                              | 13,3                           | –                              | 69,4                 |
| 1989       | 35,7                           | 56,7                           | –                              | 7,7                            | –                              | 74,6                 |
| 1985       | 42,2                           | 46,7                           | 5,0                            | 6,1                            | –                              | 72,5                 |
| 1981       | 42,8                           | 46,7                           | –                              | 10,6                           | –                              | 70,4                 |
| 1977       | 44,3                           | 45,5                           | –                              | 10,2                           | –                              | 79,9                 |
| 1972       | 31,0                           | 57,6                           | –                              | 11,4                           | –                              | 79,7                 |

| Sitzverteilung im Ortsbeirat | Sitzverteilung im Ortsbeirat | Sitzverteilung im Ortsbeirat | Sitzverteilung im Ortsbeirat | Sitzverteilung im Ortsbeirat | Sitzverteilung im Ortsbeirat |
| Jahr                         | CDU                          | SPD                          | GRÜNE                        | FDP                          | Gesamt                       |
| ---------------------------- | ---------------------------- | ---------------------------- | ---------------------------- | ---------------------------- | ---------------------------- |
| 2021                         | 2                            | 2                            | 2                            | 1                            | 7                            |
| 2016                         | 2                            | 3                            | 1                            | 1                            | 7                            |
| 2011                         | 3                            | 3                            | 1                            | –                            | 7                            |
| 2006                         | 3                            | 2                            | 1                            | 1                            | 7                            |
| 2001                         | 3                            | 3                            | –                            | 1                            | 7                            |
| 1997                         | 3                            | 4                            | –                            | –                            | 7                            |
| 1993                         | 2                            | 4                            | –                            | 1                            | 7                            |
| 1989                         | 2                            | 4                            | –                            | 1                            | 7                            |
| 1985                         | 3                            | 3                            | –                            | 1                            | 7                            |
| 1981                         | 3                            | 3                            | –                            | 1                            | 7                            |
| 1977                         | 3                            | 4                            | –                            | –                            | 7                            |
| 1972                         | 2                            | 5                            | –                            | –                            | 7                            |